# Lampsilis rafinesqueana
Lampsilis rafinesqueana är en musselart som beskrevs av Frierson 1927. Lampsilis rafinesqueana ingår i släktet Lampsilis och familjen målarmusslor. IUCN kategoriserar arten globalt som starkt hotad. Inga underarter finns listade i Catalogue of Life.